# Mount Adkins
Mount Adkins är ett berg i Antarktis. Det ligger i Västantarktis. Argentina, Chile och Storbritannien gör anspråk på området. Toppen på Mount Adkins är 1 249 meter över havet, eller 135 meter över den omgivande terrängen. Bredden vid basen är 2,2 km.
Terrängen runt Mount Adkins är huvudsakligen kuperad, men åt sydost är den bergig. Trakten är obefolkad. Det finns inga samhällen i närheten.